# Sonnet 1
Sonnet 1 o From fairest creatures we desire increase è il primo dei Sonnets di William Shakespeare.

## Analisi del testo
From fairest creatures we desire increase,

That thereby beauty's rose might never die,

But as the riper should by time decease,

His tender heir might bear his memory;

But thou, contracted to thine own bright eyes,

Feed'st thy light's flame with self-substantial fuel,

Making a famine where abundance lies,

Thyself thy foe, to thy sweet self too cruel.

Thou, that art now the world's fresh ornament

And only herald to the gaudy spring,

Within thine own bud buriest thy content

And, tender churl, mak'st waste in niggarding.

Pity the world, or else this glutton be,
To eat the world's due, by the grave and thee.
Questo sonetto è il primo di quelli rivolti al fair youth, tra questi ritenuto il primo dei matrimoniali, nei quali l'io parla al giovane, incitandolo alla procreazione, per eternare la sua bellezza per mezzo della prole. Nella prima quartina, infatti, la rosa di bellezza – forte caratterizzazione della qualità attraverso una metafora floreale ricorrente anche in altri testi – deve essere salvaguardata dal giovane dalla sua inevitabile caducità: e l'unica strada percorribile a tale scopo è che egli si riproduca. Né qui né altrove Shakespeare specifica mai in che termini debba avvenire questa procreazione, segnalata dunque convenzionalmente all'interno di un contesto matrimoniale.
Già nel primo verso appare una delle parole chiave che ricorreranno nei primi 126 sonetti della raccolta: fair è il termine che connota questo altrimenti vago personaggio, opponendolo per biondezza e per bellezza a quella dark lady che farà da protagonista di alcuni degli ultimi testi della raccolta.

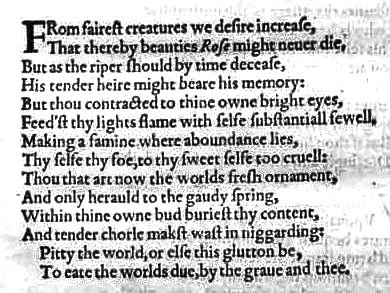
Il primo sonetto di Shakespeare nella sua prima edizione del 1609

La seconda e la terza quartina mostrano uno scarto rispetto al tono della prima: infatti l'io si rivolge con tono di rimprovero a quel tu che ora viene mostrato nel suo lato negativo, l'eccesso di narcisismo, essendo un tender churl ("tenero avaro", espressione chiaramente ossimorica) della sua bellezza, concedendola solo a sé stesso e, dunque, venendo meno a quel dovere di procreare fairness necessario a consentirne l'eternità.
Il distico finale – per mezzo di un'oscura ammonizione – dà ancora all'io la severa ammonizione di "aver pietà del mondo", altrimenti egli sarà complice della morte stessa della bellezza e, secondo il concetto comunicato dall'io lirico, del mondo: quest'ultima idea è data proprio dall'immagine tombale conclusiva del fair youth, che compie quasi un atto di sarcofagia, ingoiando non solo la propria possibilità di eternarsi, ma più fisicamente, la propria tomba (grave) e se stesso (thee).